# Cocotropus dermacanthus
Cocotropus dermacanthus är en fiskart som först beskrevs av Pieter Bleeker 1852.  Cocotropus dermacanthus ingår i släktet Cocotropus och familjen Aploactinidae. Inga underarter finns listade i Catalogue of Life.